# Darío de Regoyos

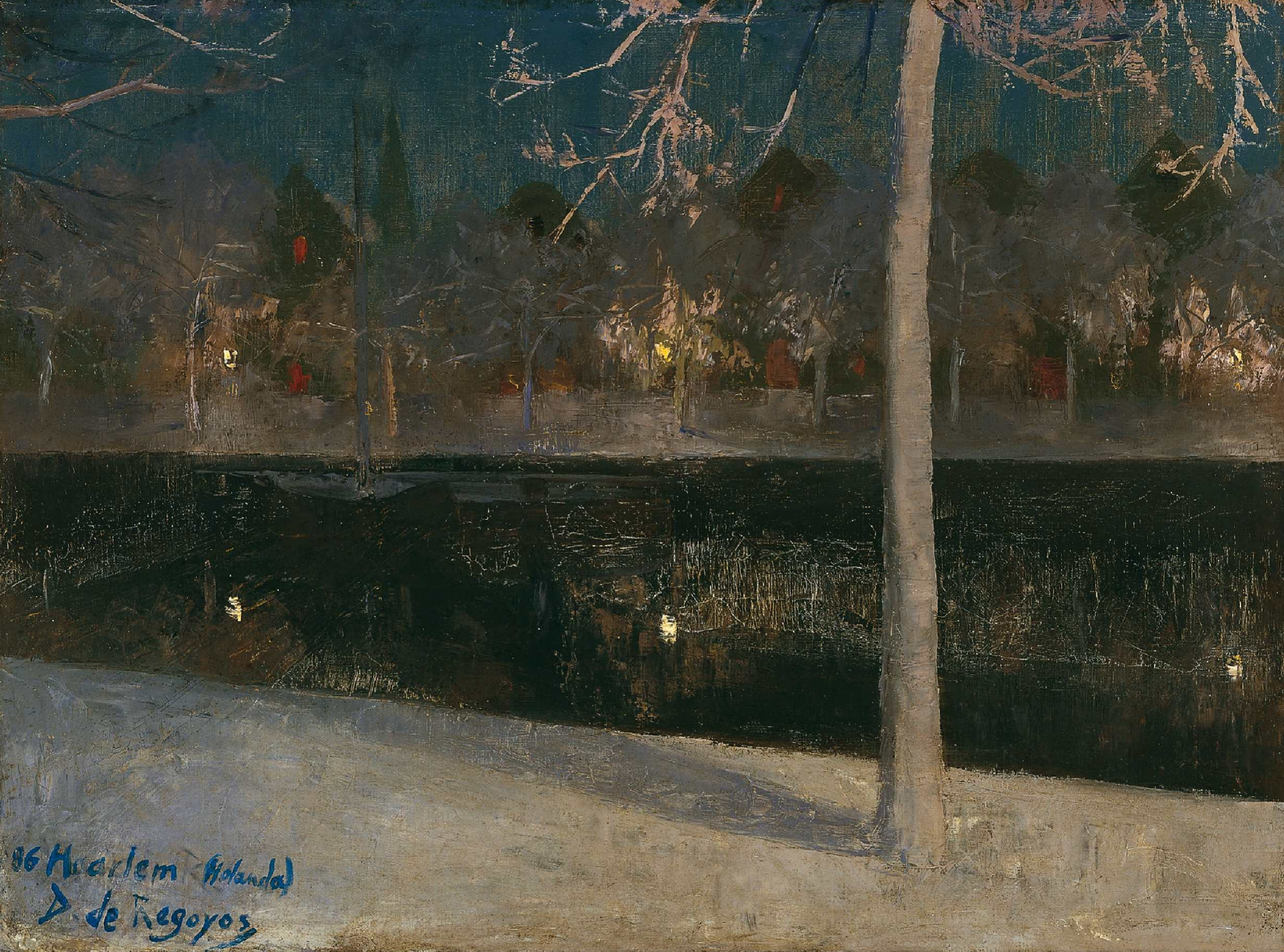
Darío de Regoyos, Paisatge nocturn nevat de Haarlem (Països Baixos), 1886 (Madrid, Col·lecció Carmen Thyssen-Bornemisza)

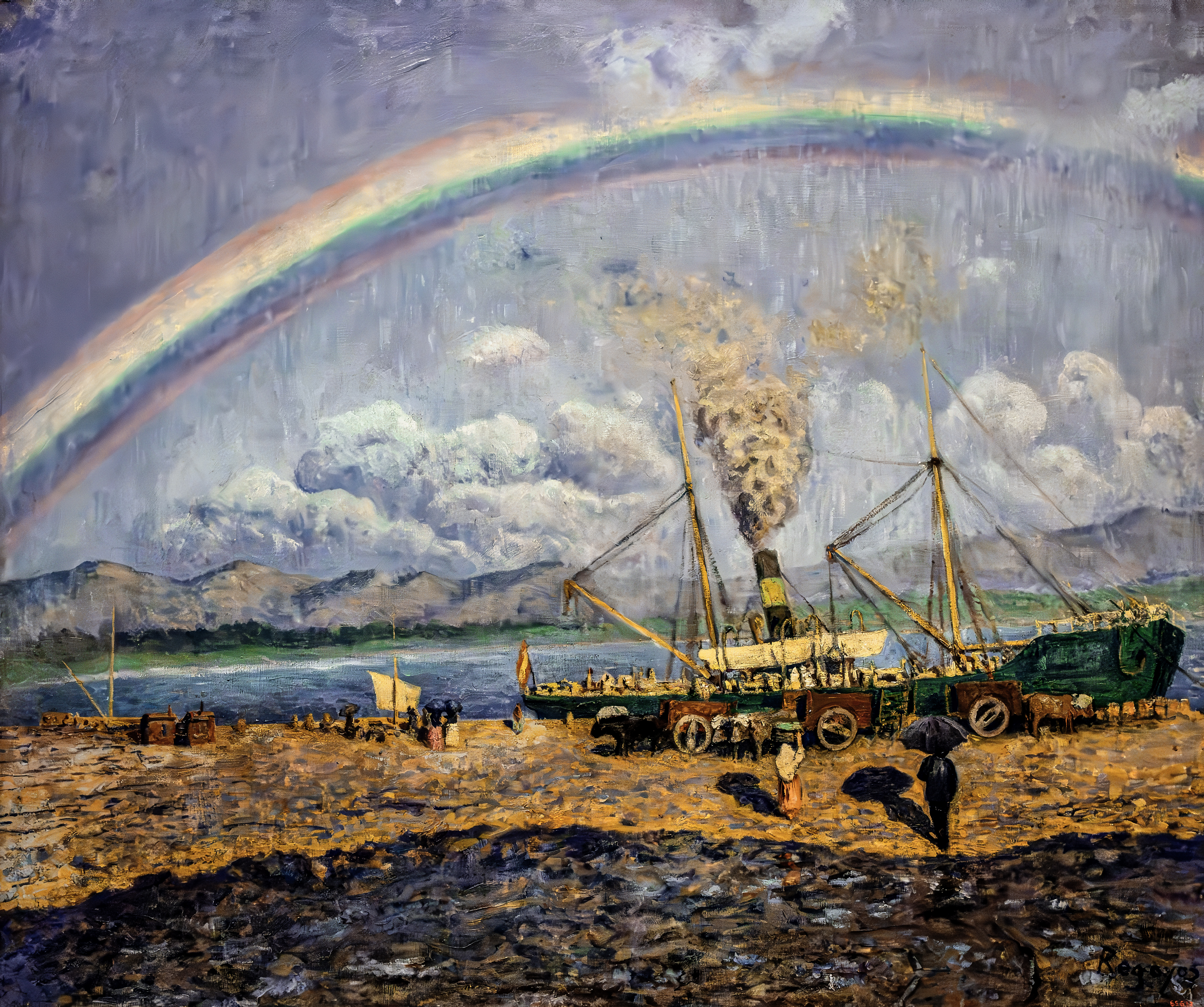
El xàfec. Badia de Santoña de Darío de Regoyos

Darío de Regoyos y Valdés (Ribadesella, Astúries, 1 de novembre de 1857 - Barcelona, 29 d'octubre de 1913) va ser un pintor espanyol.

## Biografia
Fill de l'arquitecte Darío Regoyos Molenillo, el 1878 es va traslladar en la seva joventut a viure a Madrid per estudiar a l'Acadèmia de Belles Arts de San Fernando. Allà va ser alumne del belga Carlos de Haes.
Convidat pels seus amics Enrique Fernández Arbós i Isaac Albéniz i seguint el consell de Carlos de Haes, Regoyos va anar a viure a Brussel·les el 1879. S'hi va matricular a l'École Royale des Beaux-Arts. En anys posteriors (entre 1881 i 1893) va compaginar estades a Bèlgica amb visites per la geografia espanyola.
Va participar en la fundació de diversos cercles artístics com L'Essor o Els XX. Va impulsar exposicions, concerts i tot tipus d'activitats culturals amb l'objectiu de desenvolupar l'art modern a Bèlgica. El 1883, va acompanyar diversos col·legues, com Théodore van Rysselberghe, en un recorregut per Espanya. El 1888 va tornar a Espanya, on es casaria el 1895, encara que va seguir efectuant múltiples viatges. Va residir temporalment a Londres, París i Sant Sebastià. Va participar en la II Exposició de Belles Arts de Barcelona el 1894, que va rebre bones crítiques de Raimon Casellas.
Durant aquest període, la pintura de Regoyos va evolucionar del naturalisme al presimbolisme de la seva sèrie L'Espanya negra, com ara l'obra «Victimas de la fiesta», i finalment, ja en la seva maduresa, es va moure en un estil pròxim a l'impressionisme i al puntillisme, anant més enllà que Zuloaga i Joaquín Sorolla. També va publicar il·lustracions a revistes com Luz, on va publicar la seva col·lecció L'Espanya Negra, posteriorment convertida en llibre per l'editor Pedro Ortega.
En la seva etapa madura, va realitzar abundants paisatges del natural, de localitats de Biscaia i Guipúscoa. El seu dibuix pot resultat primari, gairebé Naïf, en contrast amb un colorit viu de gust internacional, que llavors era majoritàriament injuriat a Espanya. Va arribar a exposar individualment a la Sala Parés el 1905 i el 1912 al Faianç Català. La seva darrera exposició a Barcelona fou el 1913, a les Galeries Dalmau.
Existeix una àmplia mostra del seu art al Museu de Belles Arts de Bilbao, al MNAC de Barcelona,a la Col·lecció Carmen Thyssen-Bornemisza i al Museu Abelló.
Regoyos va morir a Barcelona, el 29 d'octubre de 1913, afligit d'un càncer, i fou sebollit al Cementiri de Sant Gervasi d'aquesta ciutat. Després de la seva defunció se li va dedicar una exposició-homenatge en la Biblioteca Nacional d'Espanya, a Madrid.
Té carrers en el seu honor a Oviedo, Ribadesella, Bilbao, Irun i Azuqueca de Henares.

## Obres destacades
- El xàfec. Badia de Santoña (al MNAC)
- Efecte de neu. Sant Sebastià, 1895, Oli sobre tela, 33 x 44 cm.
- El port de Pasajes, 1903, Oli sobre tela, 69 x 96 cm.
- El tren de les 16 hores, novembre, Sant Sebastià, 1903, Oli sobre tela, 69 x 96 cm.